# Титово (Дмитровский городской округ)
Титово — деревня в Дмитровском районе Московской области, в составе городского поселения Яхрома. Население — 0 чел. (2010). До 2006 года Титово входило в состав Подъячевского сельского округа.

## Расположение
Деревня расположена в юго-западной части района, у границы с Солнечногорским, примерно в 20 км на юго-запад от города Яхромы, на левом берегу малой речки Афанасовка (левый приток Лутосни), высота центра над уровнем моря 221 м. Ближайшие населённые пункты — Глухово на востоке и Фофаново на северо-востоке.

## Население
| 2002 | 2006 | 2010 |
| ---- | ---- | ---- |
| 1    | →1   | ↘0   |